# Thomas Beddoes

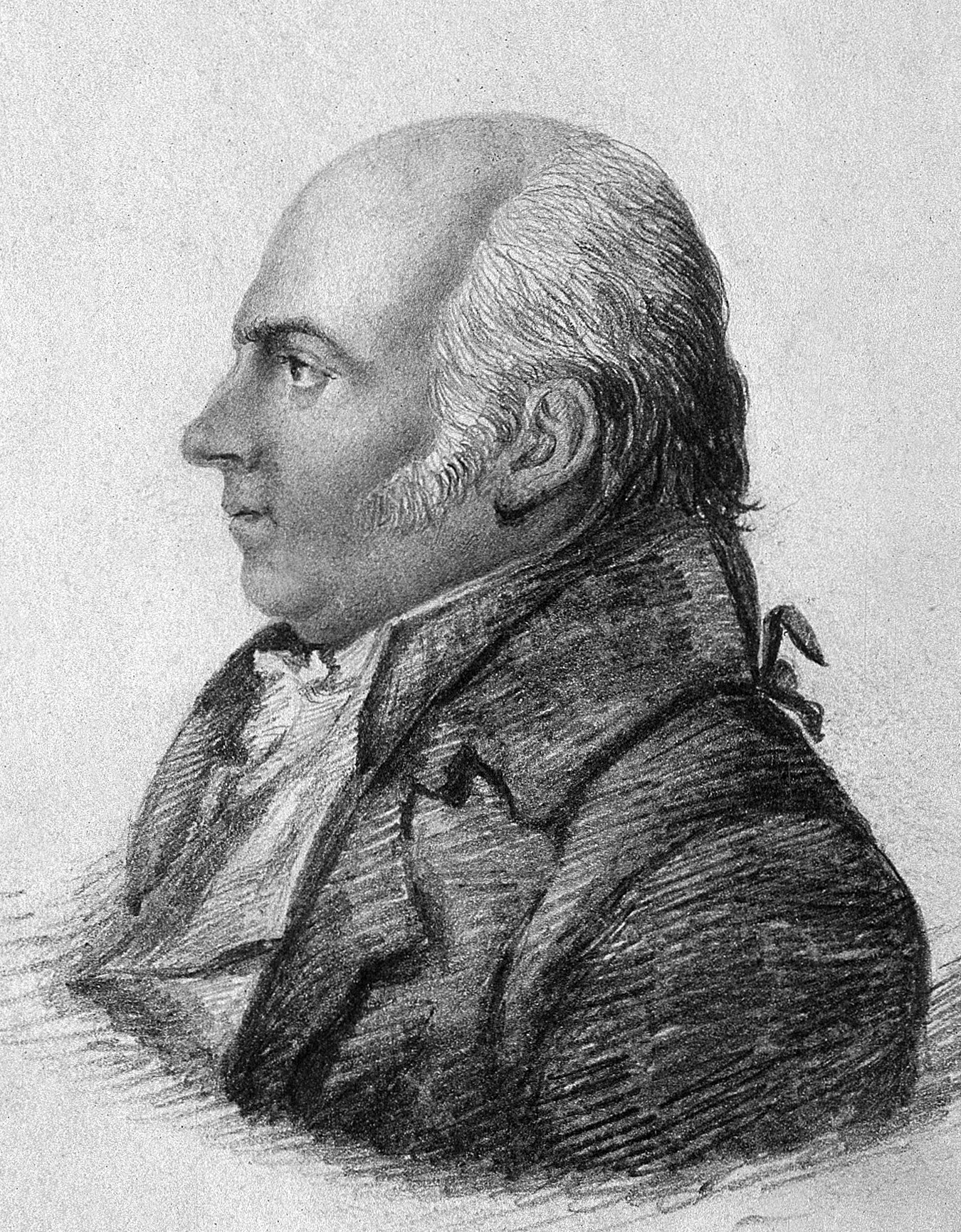
Thomas Beddoes

Thomas Beddoes (* 13. April 1760 in Shifnal, Shropshire; † 24. Dezember 1808 in Clifton bei Bristol) war ein englischer Arzt und Autor wissenschaftlicher Werke. Er galt als ein fortschrittlicher Praktiker und Lehrer der Medizin und war mit bedeutenden Gelehrten seiner Zeit bekannt. Beddoes war ein Freund von Samuel Taylor Coleridge und hatte laut Elinor Shaffer einen bedeutenden Einfluss auf das Denken von Coleridge, indem er ihn mit der historisch-kritischen Methode bekannt machte. Der Dichter Thomas Lovell Beddoes war sein Sohn. In der National Portrait Gallery in London gibt es von ihm ein Gemälde des Malers Samson Towgood Roch. In dem von ihm geleiteten „pneumatischen Institut“ in Bristol wurden Erkrankungen der Atemwege durch Inhalation bestimmter Gase behandelt.

## Leben
Thomas Beddoes verbrachte seine Schulzeit an der „Bridgnorth Grammar School“ in Bridgnorth und studierte am Pembroke College in Oxford. Er belegte an der University of Edinburgh die medizinische Ausbildung in den frühen 1780er Jahren. Dort lernte er Chemie bei Joseph Black und Naturgeschichte bei John Walker. Zusätzlich studierte er Medizin in London bei John Sheldon (1752–1808). Im Jahr 1784 veröffentlichte er eine Übersetzung von Lazzaro Spallanzanis Dissertations on Natural History und im Jahre 1785 verfasste er eine Übersetzung mit Anmerkungen von Torbern Olof Bergmans Essays on Elective Attractions.
Im Jahr 1789 wurde er in Oxford im Fach Medizin promoviert. Nach einem Besuch in Frankreich, wo er mit Lavoisier bekannt wurde, erhielt er 1788 an der Universität von Oxford eine Stelle als Dozent für Chemie. Seine Vorlesungen zogen ein großes Publikum an, aber seine Sympathie mit der Französischen Revolution provozierten einen Aufruhr gegen ihn, sodass er 1792 seine Stellung aufgeben musste. Im folgenden Jahr veröffentlichte er das Buch History of Isaac Jenkins, eine Geschichte, die den Schrecken der Trunksucht darstellte und in einer Auflage von 40.000 Exemplaren verkauft wurde.

### Hope Square, Bristol

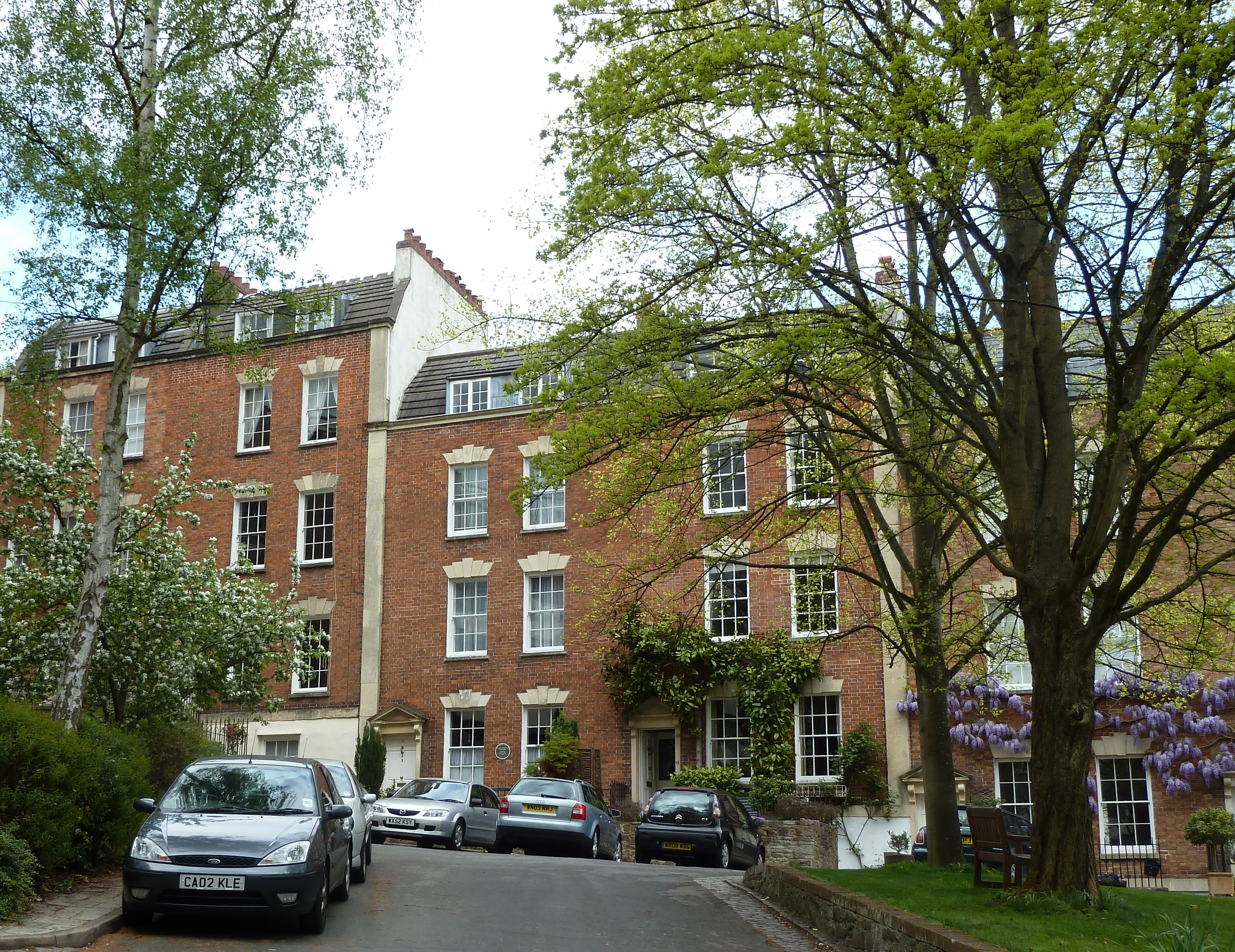
Beddoes' erste Tuberkuloseklinik in Bristol, Hope Square

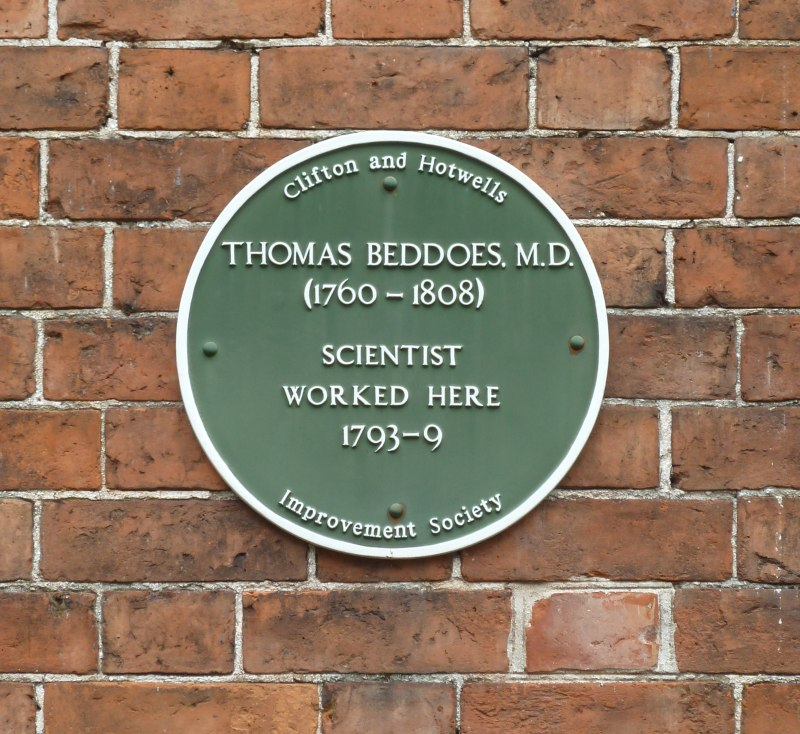
Ehrentafel für Beddoes in Hope Square

Zwischen 1793 und 1799 betrieb Beddoes eine Klinik in Hope Square, Hotwells. Dort behandelte er Patienten mit Tuberkulose.
Aufgrund der Beobachtung, dass Fleischer weniger häufig an Tuberkulose erkrankten, hielt er eine Herde von Kühen neben dem Krankenhaus und brachte sie dazu seine Patienten anzuatmen. Dies führte zu Vorurteilen gegen ihn und es ging die Rede, dass er Kühe in den Patientenzimmern seiner Klinik hielt. Trotz dieser Begeisterung für die „Rindertherapie“ blieb er skeptisch, als Edward Jenner aus Berkeley damit begann, Impfstoffe von Kühen für die Behandlung der Pocken einzusetzen.

### Bristol Pneumatic Institution

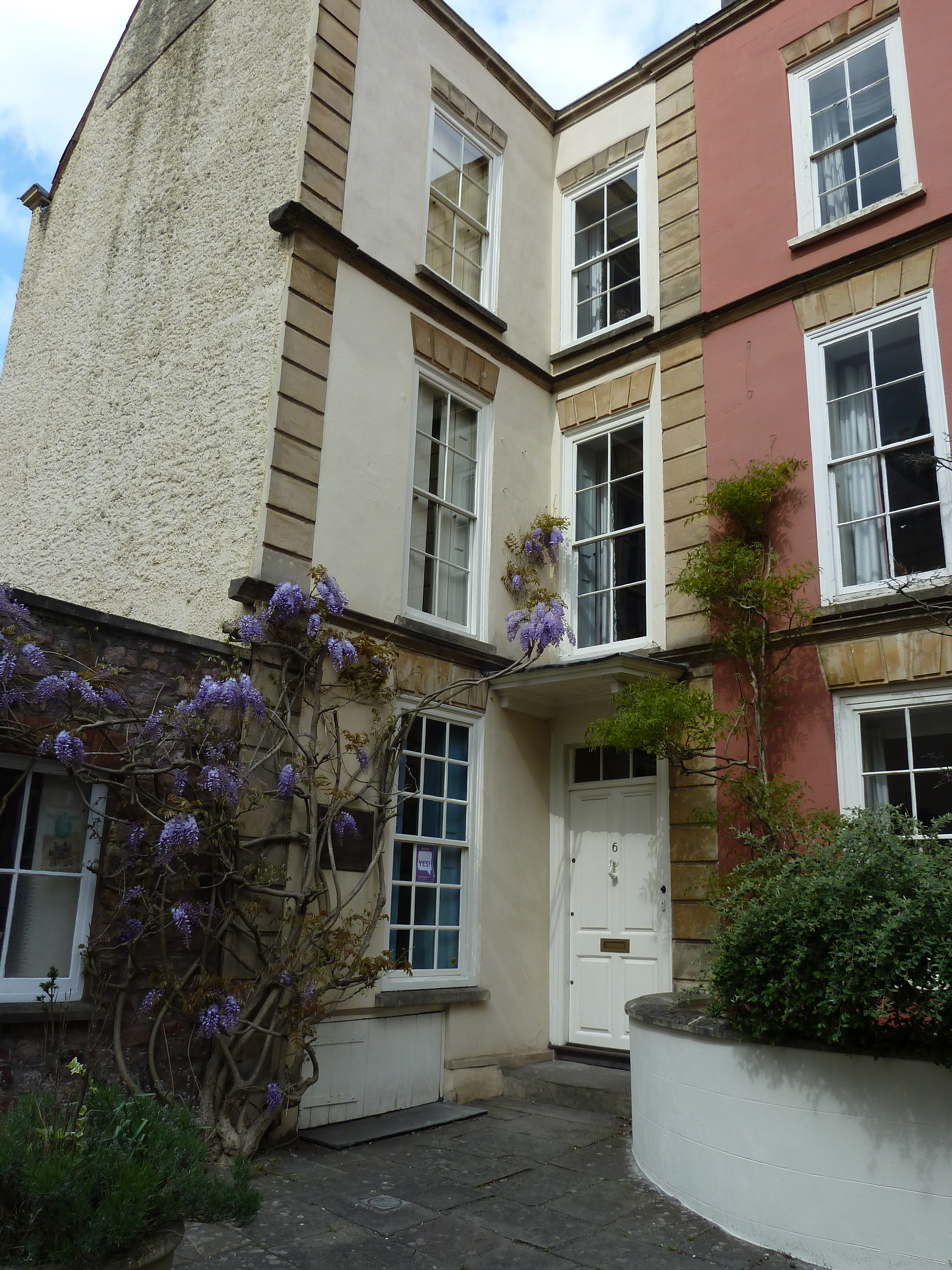
Grundstück der „Pneumatic Institution“, 6 Dowry Square in Bristol.

Zur gleichen Zeit begann er ein Projekt mit dem Ziel, ein Pneumatisches Institut aufzubauen, in dem er Krankheiten, insbesondere Lungenerkrankungen wie Asthma, „Katarrh“ und „Schwindsucht“ behandeln wollte, indem man bestimmte Gase inhaliert. Diese auf den Erkenntnissen über Gase von Joseph Priestley beruhenden Therapiemethode nannte er in Anlehnung an antike Vorbilder „pneumatische Medizin“. Dabei wurde er von Richard Lovell Edgeworth unterstützt. Dessen Tochter Anna heiratete er im Jahre 1794.
1799 gründete er seine „Pneumatic Institution“ am Dowry Square in Clifton bei Bristol, dessen erster Leiter wurde Humphry Davy. Beddoes hatte Davy im Januar 1798 kennengelernt, als dieser Praktikant bei einem Chirurgen war, und hatte ihm eine Assistentenstelle an seinem Institut angeboten. Am „Pneumatischen Institut“ erforschte Davy die Eigenschaften von Lachgas, vor dessen Gebrauch gewarnt wurde, da es tödlich sei und epidemische Krankheiten verbreiten könne. Die ursprüngliche Absicht, die Beddoes mit der Gründung seines Instituts verfolgte, wurde nach und nach aufgegeben und aus dem „Pneumatic Institute“ wurde ein gewöhnliches Krankenhaus und wenige Jahre vor Beddoes Tod von ihm aufgegeben.

## Ausgewählte Werke
Beddoes war neben den schon erwähnten Werken an folgenden Publikationen beteiligt:
- Carl Wilhelm Scheele Chemical Essays (1786) Übersetzung.
- An Account of some Appearances attending the Conversion of cast into malleable Iron. In a Letter from Thomas Beddoes, M. D. to Sir Joseph Banks, Bart. P.R.S. (Phil. Trans. Royal Society, 1791)
- M2 Observations on the Nature and Cure of Calculus, Sea Scurvy, Consumption, Catarrh, and Fever (1793)
- M2 Observations on the nature of demonstrative evidence, with an explanation of certain difficulties occurring in the elements of geometry, and reflections on language (1793)
- Political Pamphlets (1795–1797)
- M2 Contributions to Physical and Medical Knowledge, principally from the West of England (1799). In diesem Buch auf Seite 4 macht Beddoes den ersten dokumentierten Gebrauch des Wortes Biologie in seiner modernen Bedeutung.[12]
- Essay on Consumption (1799)
- Essay on Fever (1807)
- M2 Hygeia, or Essays Moral and Medical (1807)
- Beddoes gab auch die zweite Auflage von John Browns Lehrbuch Elements of Medicine (1795) heraus.